# Хоган, Ларри
Лоуренс Джозеф «Ларри» Хоган-младший (англ. Lawrence Joseph "Larry" Hogan, Jr., 25 мая 1956, Вашингтон (округ Колумбия), США) — американский политик, губернатор штата Мэриленд (2015—2023).

## Биография
Родился 25 мая 1956 года в городе Вашингтон. Провёл детство в Ландовере, штат Мэриленд, посещал католическую школу Святого Амвросия и Среднюю католическую школу Де-Мата. Сын политика Лоуренса Хогана.
Изучал политологию в Университете штата Флорида в Таллахасси.
В 1985 году основал свою собственную компанию Hogan Companies. Работал секретарём по вопросам назначений в администрации Боба Эрлиха с 2003 по 2007 года.
На губернаторских выборах 2014 года в Мэриленде, Хоган смог победить кандидата от Демократической партии Энтони Брауна (884 400 голосов против 818 980). Его победа вызвала резонанс в средствах массовой информации, так как в большинстве предвыборных опросов он проигрывал своему оппоненту. В январе следующего года он был приведен к присяге в качестве преемника Мартина О’Мэлли как новый губернатор Мэриленда. Женат и имеет троих детей.
27 апреля 2015 года во время беспорядков на улицах города Балтимор (штат Мэриленд) Ларри Хоган подписал указ о введении режима чрезвычайного положения.
Ларри Хоган — умеренный республиканец. На праймериз Республиканской партии 2016 года он поддержал Криса Кристи. Впоследствии он заявил, что не будет голосовать на президентских выборах ни за своего однопартийца Дональда Трампа, ни за Хиллари Клинтон, но посетил инаугурацию Трампа. Он неоднократно выражал своё несогласие с политикой президента Трампа в сфере миграции. Губернатор Хоган поддержал расследование, приведшее к первому импичменту Трампа. В 2020 году Хоган заявил, что не поддержит Трампа на выборах; он вписал в бюллетень имя Рональда Рейгана. В январе 2021 года после штурма Конгресса США губернатор Хоган направил Национальную гвардию Мэриленда для защиты Капитолия и заявил, что Трамп должен либо подать в отставку, либо уйти в результате импичмента.
Ларри Хоган неоднократно входил в число самых популярных губернаторов штатов США.
5 ноября 2024 года проиграл выборы в Сенат США от Мэриленда кандидатке от демократов Анджеле Олсбрукс.